# Petrel Channel
Het Principe Channel is een natuurlijk kanaal in het westen van Brits-Columbia in Canada.

## Geografie
Het kanaal is ongeveer 40 kilometer lang en ligt tussen McCauley Island in het zuidwesten en Pitt Island in het noordoosten. In het noordwesten sluit het kanaal voor de kust van Porcher Island aan op het Ogden Channel en de Beaver Passage, in het zuidoosten mondt het kanaal uit in het Principe Channel. In het noordoosten heeft het kanaal twee inhammen, de Newcombe Harbour en de Hevenor Inlet.
Het waterlichaam ligt in de mariene ecoregio Noord-Amerikaans Pacifisch Fjordland.